# Petri Honkonen
Petri Erkki Olavi Honkonen, född 29 juli 1987 i Pylkönmäki, är en finländsk politiker (Centern). Han är ledamot av Finlands riksdag sedan 2015. Till utbildningen är han filosofie magister.
Honkonen blev invald i riksdagen i riksdagsvalet 2015 med 2 978 röster från Mellersta Finlands valkrets.
Honkonen var en av kandidaterna i Centerns ordförandeval 2020, då han utmanade sittande ordföranden Katri Kulmuni. Han förlorade sedermera valet gentemot den andra utmanaren Annika Saarikko.
Sedan den 29 april 2022 är han Finlands forsknings- och kulturminister.

## Utmärkelser
- Kommendörstecknet av Finlands Lejons orden,  6 december 2023[3]

[Redigera Wikidata]